# Ferdy Mayne

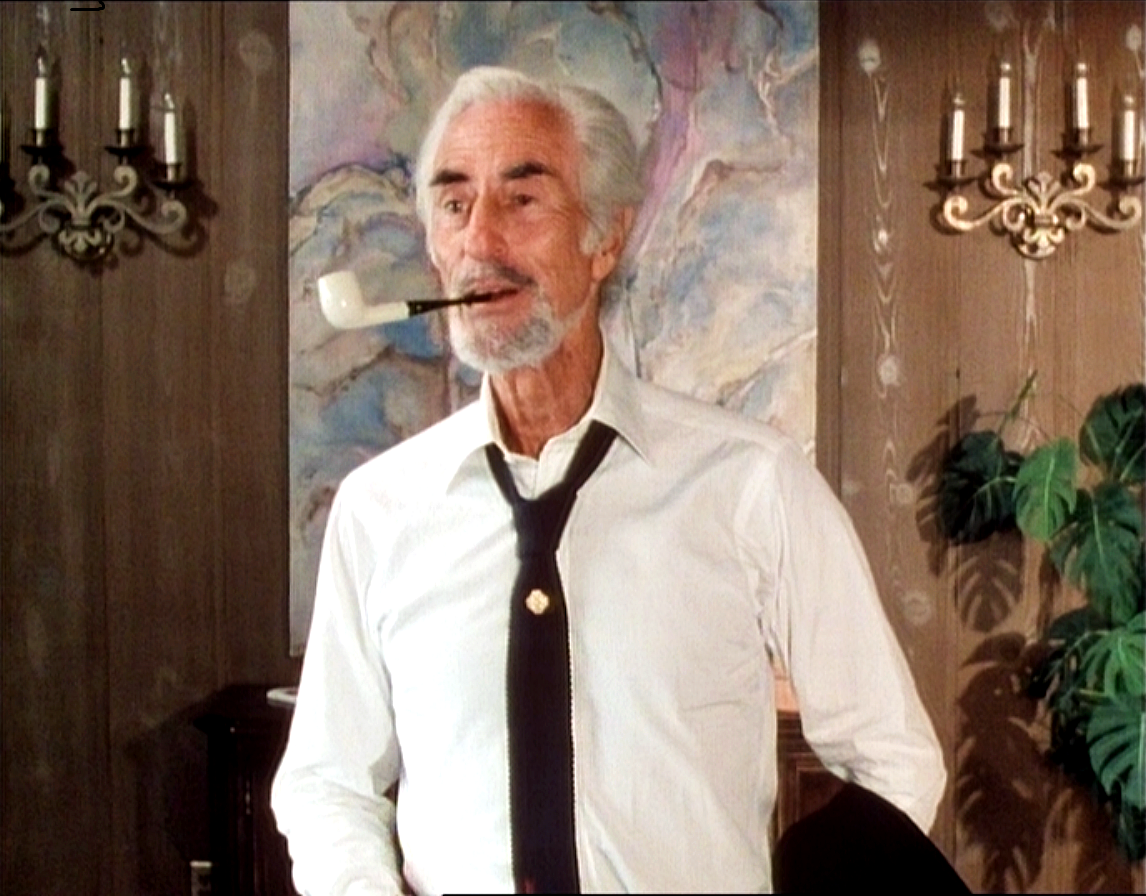
Ferdy Mayne – The Optimist (1983)

Ferdy Mayne (* 11. März 1916 als Ferdinand Philip Mayer-Horckel in Mainz; † 30. Januar 1998 in London) war ein deutsch-britischer Schauspieler.

## Leben
Ferdy Mayne wurde 1916 als Sohn eines jüdischen Deutschen und einer „Halbengländerin“ in Mainz geboren. Der Vater war Richter, die Mutter Gesangslehrerin. In den 1930ern wurde er als Jugendlicher nach England zu seiner Tante, der Fotografin und Bildhauerin Lee Hutchinson, geschickt, um ihn vor der Verfolgung durch die Nationalsozialisten zu schützen. Seine Eltern waren kurzzeitig im KZ Buchenwald interniert, konnten aber dank der Verbindungen seiner Mutter nach England ausreisen. Während und nach dem Zweiten Weltkrieg war Mayne als verdeckter Agent für den britischen Geheimdienst MI5 tätig. Die MI5-Sekretärin Joan Miller berichtete davon in ihren 1986 veröffentlichten Erinnerungen.
Mayne brachte es im Zeitraum von 1943 bis 1996 auf annähernd 300 Auftritte in Film- oder Fernsehproduktionen. Am bekanntesten wurde er mit seiner Rolle als Graf von Krolock in Roman Polańskis Film Tanz der Vampire aus dem Jahr 1967. Seine Karriere verlief international mit regelmäßigen Engagements in der britischen, US-amerikanischen und westdeutschen Filmindustrie. In Deutschland spielte er unter anderem in der ZDF-Serie Rivalen der Rennbahn und an der Seite von Inge Meysel in den Mrs.-Harris-Fernsehfilmen. In seinen englischsprachigen Filmauftritten verkörperte Mayne oft in Nebenrollen Ausländer verschiedener Nationalitäten, hin und wieder auch deutsche Offiziere in Weltkriegsfilmen.
Ferdy Mayne war von 1950 bis zur Scheidung 1976 mit Deirdre de Payer verheiratet. Ihre gemeinsame Tochter Belinda Mayne wurde ebenfalls Schauspielerin. Privat verband ihn eine enge Freundschaft zu seinen Schauspielkollegen Herbert Lom und Christopher Lee; mit beiden stand er auch häufiger vor der Kamera. In den 1990er Jahren erkrankte der Wahl-Kalifornier Mayne an der Parkinson-Krankheit; an deren Folgen verstarb er am 30. Januar 1998 in London, wohin er wegen seiner familiären Bindungen zurückgekehrt war.

## Filmografie (Auswahl)

### Kino
- 1943: Leben und Sterben des Colonel Blimp (Life and Death of Colonel Blimp)
- 1943: Old Mother Riley Overseas
- 1944: Meet Sexton Blake
- 1945: Hochzeitswalzer (Waltz Time)
- 1950: Achtung! Kairo… Opiumschmuggler (Cairo Road)
- 1951: Hotel Sahara
- 1951: Dakapo (Encore)
- 1952: Der Mann, der sich selbst nicht kannte (The Man Who Watched the Trains Go By)
- 1953: Der Schlüssel zum Paradies (The Captain’s Paradise)
- 1953: In den Fängen der Unterwelt (Three Steps to the Gallow)
- 1954: Verraten (Betrayed)
- 1954: Geld macht nicht glücklich (Beautiful Stranger)
- 1954: Das geteilte Herz (The Divided Heart)
- 1955: Sturm über dem Nil (Storm Over the Nile)
- 1959: Ben Hur (Ben-Hur)
- 1959: Unser Mann in Havanna (Our Man in Havana)
- 1960: Wölfe der Landstraße (Crossroads to Crime)
- 1960: Das Spinngewebe (The Spider’s Web)
- 1962: Freud
- 1964: Geheimaktion Crossbow (Operation Crossbow)
- 1965: Die tollkühnen Männer in ihren fliegenden Kisten (Those Magnificent Men in Their Flying Machines or How I Flew from London to Paris in 25 hours 11 minutes)
- 1966: Balduin, der Ferienschreck (Les Grandes vacances)
- 1966: Versprich ihr alles (Promise Her Anything)
- 1967: Tanz der Vampire (The Fearless Vampire Killers)
- 1968: Die Pforten des Paradieses (Gates to Paradise)
- 1968: Agenten sterben einsam (Where Eagles Dare)
- 1969: Die Krücke (The Walking Stick)
- 1969: Magic Christian (The Magic Christian)
- 1970: Gruft der Vampire (The Vampire Lovers)
- 1971: Das Mörderschiff (When Eight Bells Toll)
- 1971: Camouflage – Hasch mich, ich bin der Mörder (Jo)
- 1971: Gebissen wird nur nachts – das Happening der Vampire
- 1971: Manfred von Richthofen – Der Rote Baron (Von Richthofen and Brown)
- 1972: Ein gewisser General Bonaparte (Eagle in a Cage)
- 1973: Die Reise nach Wien
- 1974: Die Ameisen kommen
- 1975: Bis zur bitteren Neige
- 1975: Barry Lyndon
- 1976: Der Adler ist gelandet (The Eagle Has Landed)
- 1976: Das Schweigen im Walde
- 1978: Fedora
- 1978: Inspector Clouseau – Der irre Flic mit dem heißen Blick (Revenge of the Pink Panther)
- 1980: Die Formel (The Formula)
- 1981: Der schwarze Hengst kehrt zurück (The Black Stallion Returns)
- 1983: The Horror Star (Frightmare)
- 1983: Kapitän Dotterbart (Yellowbeard)
- 1984: Conan der Zerstörer (Conan the Destroyer)
- 1985: Das Tier II (Howling II: Stirba – Werewolf Bitch)
- 1986: Piraten (Pirates)
- 1991: River of Diamonds (River of Diamonds)
- 1992: Knight Moves – Ein mörderisches Spiel (Knight Moves)
- 1992: Die Tigerin
- 1995: Mauer des Schweigens (The Killers Within)

### Fernsehen
- 1956: The Count of Monte Cristo
- 1960: Geheimauftrag für John Drake (Danger Man)
- 1961: Der Schwur des Soldaten Pooley (Fernsehfilm)
- 1962: Das Glas Wasser (Fernsehfilm)
- 1966: Simon Templar
- 1968: Der Mann mit dem Koffer (Man in a Suitcase)
- 1970: Der Polizeiminister
- 1971: Deutschstunde
- 1971: Der Zeuge
- 1972: Max Hölz. Ein deutsches Lehrstück
- 1972: Die 2 (The Persuaders!)
- 1972: Tatort – Der Fall Geisterbahn
- 1972: Suchen Sie Dr. Suk! (Serie, 13 Folgen)
- 1973: Kara Ben Nemsi Effendi
- 1973: Okay S.I.R. – Eine Reise mit Papa
- 1974: Tausend Francs Belohnung
- 1975: Floris von Rosemund
- 1975: Lockruf des Goldes
- 1975: Zwei Finger einer Hand
- 1977: Die Diamanten des Präsidenten (Les Diamants du Président)
- 1977: Generale – Anatomie der Marneschlacht
- 1977: Mit Schirm, Charme und Melone (The New Avengers)
- 1978: Jauche und Levkojen
- 1978: Zwei himmlische Töchter – Ein Sarg nach Leech
- 1978: Diener und andere Herren, Teil 2 – Obdachlos im People’s Park
- 1978: Die Abenteuer des David Balfour (Kidnapped)
- 1979: Das verräterische Herz
- 1980: Nirgendwo ist Poenichen
- 1981: Der Denver-Clan (Dynasty)
- 1981: Überfall in Glasgow
- 1982: Hart aber herzlich (Fernsehserie, Folge 4.08: Der König und der Löwe)
- 1983: The Optimist
- 1983: Cagney & Lacey – Der Meisterdieb
- 1983: Der Feuersturm (The Winds of War)
- 1984: SOKO 5113
- 1985: Cagney & Lacey – Ein alter Bekannter
- 1985: Polizeiinspektion 1
- 1985: Ein Fall für TKKG – Der Schlangenmensch
- 1986: Frankensteins Tante
- 1989: Rivalen der Rennbahn
- 1990: Chaos in Hollywood (The Hit Man)
- 1992: Die Spur führt ins Verderben